# Doris Lloyd
Doris Lloyd, nata Hessy Doris Lloyd (Liverpool, 3 luglio 1896 – Santa Barbara, 21 maggio 1968), è stata un'attrice inglese.
È morta nel 1968 a 71 anni, per una malattia cardiaca.

## Filmografia parziale

### Cinema
- The Shadow Between
- Love's Influence, regia di William S. Charlton, Edward Gordon (1922)
- Lady, una vera signora (The Lady), regia di Frank Borzage (1925)
- The Man from Red Gulch, regia di Edmund Mortimer (1925)
- The Blackbird, regia di Tod Browning (1926)
- Lo studente (Brown of Harvard), regia di Jack Conway (1926)
- Black Paradise, regia di Roy William Neill (1926)
- The Midnight Kiss, regia di Irving Cummings (1926)
- Exit Smiling, regia di Sam Taylor (1926)
- The Auctioneer, regia di Alfred E. Green (1927)
- La sete dell'oro (The Trail of '98), regia di Clarence Brown (1928)
- Disraeli, regia di Alfred E. Green (1929)
- La donna che non si deve amare (Waterloo Bridge), regia di James Whale (1931)
- Tarzan l'uomo scimmia (Tarzan the Ape Man), regia di W. S. Van Dyke (1932)
- La donna proibita (Back Street), regia di John M. Stahl (1932)
- A Study in Scarlet, regia di Edwin L. Marin (1933)
- Il tempio del dottor Lamar (Kiss and Make-Up), regia di Harlan Thompson (1934)
- Il conquistatore dell'India (Clive of India), regia di Richard Boleslawski (1935)
- Sogno di prigioniero (Peter Ibbetson), regia di Henry Hathaway (1935)
- Maria di Scozia (Mary of Scotland), regia di John Ford (1936)
- L'aratro e le stelle (The Plough and the Stars), regia di John Ford (1936)
- La fuga di Bulldog Drummond (Bulldog Drummond Escapes), regia di James P. Hogan (1937)
- Il primo bacio (First Love), regia di Henry Koster (1939)
- Trovarsi ancora (Til We Meet Again), regia di Edmund Goulding (1940)
- Hellzapopping in Grecia (The Boys from Syracuse), regia di A. Edward Sutherland (1940)
- Life with Henry, regia di Theodore Reed (1940)
- Ombre malesi (The Letter), regia di William Wyler (1940)
- La signora dai capelli rossi (Lady with Red Hair), regia di Kurt Bernhardt (Curtis Bernhardt) (1940)
- The Great Plane Robbery, regia di Lewis D. Collins (1940)
- Il terrore di Frankenstein (The Ghost of Frankenstein), regia di Erle C. Kenton (1942)
- Il fiore che non colsi (The Constant Nymph), regia di Edmund Goulding (1943)
- Il pensionante (The Lodger), regia di John Brahm (1944)
- La donna fantasma (Phantom Lady), regia di Robert Siodmak (1944)
- I cospiratori (The Conspirators), regia di Jean Negulesco (1944)
- La rivincita dell'uomo invisibile (The Invisible Man's Revenge), regia di Ford Beebe (1944)
- Mi chiamo Giulia Ross (My Name Is Julia Ross), regia di Joseph H. Lewis (1945)
- L'idolo cinese (Three Strangers), regia di Jean Negulesco (1946)
- A ciascuno il suo destino (To Each His Own), regia di Mitchell Leisen (1946)
- Schiavo d'amore (Of Human Bondage), regia di Edmund Goulding (1946)
- Sogni proibiti (The Secret Life of Walter Mitty), regia di Norman Z. McLeod (1947)
- Alice nel Paese delle Meraviglie (Alice in Wonderland), regia di Clyde Geronimi (1951) - voce
- La regina vergine (Young Bess), regia di George Sidney (1953)
- Lo scudo dei Falworth (The Black Shield of Falworth), regia di Rudolph Maté (1954)
- Il cigno (The Swan), regia di Charles Vidor (1956)
- L'uomo che visse nel futuro (The Time Machine), regia di George Pal (1960)
- Merletto di mezzanotte (Midnight Lace), regia di David Miller (1960)
- L'affittacamere (The Notorious Landlady), regia di Richard Quine (1962)
- Mary Poppins, regia di Robert Stevenson (1964) - non accreditata
- Tutti insieme appassionatamente (The Sound of Music) regia di Robert Wise (1965)
- Rosie!, regia di David Lowell Rich (1967)

### Televisione
- TV Reader's Digest – serie TV, episodio 1x03 (1955)
- The 20th Century-Fox Hour – serie TV, episodi 1x01-1x12-1x17 (1955-1956)
- The Chevy Mystery Show – serie TV, episodio 1x14 (1960)
- The Best of the Post – serie TV, episodio 1x18 (1961)
- Maverick – serie TV, episodio 5x06 (1962)
- Thriller – serie TV, 4 episodi (1961-1962)
- The Wide Country – serie TV, episodio 1x25 (1963)
- Sotto accusa (Arrest and Trial) – serie TV, episodio 1x13 (1963)
- Gli inafferrabili (The Rogues) – serie TV, episodio 1x29 (1965)

## Doppiatrici italiane
- Franca Dominici in Lo scudo dei Falworth, Mary Poppins
- Maria Saccenti in Mi chiamo Giulia Ross
- Lola Braccini in Tarzan e la donna leopardo
- Dina Perbellini in Le bianche scogliere di Dover
- Ria Saba in Razzi volanti
- Giusi Raspani Dandolo in L'uomo lupo
- Tina Lattanzi in Sogno di prigioniero (ridoppiaggio 1950)
- Wanda Tettoni in Tarzan l'uomo scimmia (ridoppiaggio 1956)
- Wanda Capodaglio in L'uomo che visse nel futuro

Da doppiatrice è sostituita da:
- Laura Carli in Alice nel paese delle meraviglie